# Chada FM
Chada FM est une radio marocaine.

## Fréquences
Chada Fm vous propose l'interception mixée entre les ondes FM :
- Tanger 94.3
- Kénitra / Rabat 103.7
- Mohammedia / Casablanca 100.8
- Ben Slimane 100.8
- El Jadida / Azemmour 96.2
- Berrechid / Settat 97.9
- Marrakech 97.1
- Ouarzazate 103.4
- Essaouira 98.5
- Agadir 103.7
- Errachidia 105.6
- Zagora 105.9
- Beni mellal / Khouribga 94.7
- Tan tan 101.3
- Ben Ahmed 97.9
- Tafraout 93.3
- Taroudante / Dakhla / Meknès 88